# Joseph von Zerboni di Sposetti
Joseph Johann Baptist Andreas von Zerboni di Sposetti (né le 23 mai 1766 à Breslau et mort le 27 mai 1831 à Rombschin, arrondissement de Wongrowitz, province de Posnanie) est un fonctionnaire prussien, publiciste et poète.

## Biographie
Zerboni est le fils aîné d'un riche marchand de Breslau d'origine italienne. Parmi les familles de Breslau d'origine italienne se trouvent des familles connues comme les Molinari, immortalisées par Gustav Freytag dans son roman Soll und haben. Il étudie au lycée jésuite de Breslau et se rend à l'Université de Halle en 1778 pour étudier le droit. Après avoir terminé ses études, il obtient un poste d'assesseur à la Chambre de guerre et de domaine de Glogau, tout comme ETA Hoffmann 20 ans plus tard. C'est ici qu'il publie un volume de poésie en 1792, qui montre son don pour le sentiment et l'imagination et en même temps sa sensibilité aux idées de la Révolution française.
À Glogau, Zerboni rejoint la franc-maçonnerie. Avec deux amis, l'assesseur von Reibnitz et le lieutenant August Wilhelm von Leipziger (de), il tente de créer une nouvelle société secrète au sein de la franc-maçonnerie qui perpétue les idées de l'ordre Illuminati, qui a été aboli en 1785. Le chef de la nouvelle société doit être le professeur Ignace Aurélien Fessler. Il s'agit d'un ancien capucin expulsé de son poste de professeur à Lemberg en raison de ses sentiments anticléricaux et recueilli par le prince Schönaich-Carolath dans son domaine de Carolath an der Oder, non loin de Glogau. Après quelques hésitations, Feßler accepte le poste, mais s'efforçe de garder la nouvelle ligue fondée au château de Carolath (de) et le nom de « Gutesthuer » (Ligue des évergètes) hors de la politique. Zerboni et son nouvel ami, l'écrivain romantique Christian Jakob Salice-Contessa (comme Zerboni, un Silésien d'origine italienne), ont des objectifs très différents, à savoir préparer une révolution en Prusse.
En 1793, après la deuxième partition de la Pologne et l'émergence de la nouvelle province prussienne de Prusse-Méridionale, Zerboni reçoit un nouveau poste à la Chambre de la guerre et de domaine à Petrikau, non loin de Tschenstochau. En 1794, Zerboni est promu conseiller juridique à Petrikau. L'année suivante, il fonde avec Leipziger, Salice-Contessa et son frère Carl, qui a des idées révolutionnaires, une société secrète spéciale sous le nom de "Moralisches Feme-Gericht" (tribunal moral Vehme), dont le but est de protéger le peuple "contre l'oppression des fonctionnaires qui oublient leurs devoirs" et de lutter contre la corruption (Zerboni sent la corruption partout). Il ne parvient cependant pas à élargir l'activité de l'association, car aucun nouveau membre ne s'est inscrit. Zerboni se fait donc lui-même "juge moral à distance" et commence sa campagne journalistique intrépide contre le ministre comte von Hoym, le président de Silésie et de Prusse-Méridionale. Le motif de cette campagne est une livraison de matériel de guerre au gouvernement de la Prusse-Méridionale, pour laquelle Zerboni suppose un préjudice frauduleux aux intérêts de l'État et exige une intervention du ministre Hoym. Ce dernier n'a , selon lui, aucune compétence en la matière. Irrité, Zerboni rédige le 12 octobre 1796 une lettre à Hoym, publiée dans les journaux, dans laquelle il insulte le ministre de la manière la plus grossière. Cela vaut à Zerboni la réputation d'être un grand combattant contre la corruption des fonctionnaires. Au début, Hoym a l'intention de résoudre l'affaire par une sanction disciplinaire. Mais lorsque la lettre se répand encore plus, le ministre se voit contraint de la transmettre au roi Frédéric-Guillaume II.
Le roi fait emprisonner Zerboni dans la forteresse de Glatz et ordonne de nouvelles enquêtes et la confiscation de tous les papiers qui mettent au jour la société secrète. Tous ses membres  sont arrêtés et des enquêtes à domicile révèlent d'autres documents incriminants, y compris la correspondance du jeune Zerboni avec les Jacobins français. Tous les membres sont alors accusés de haute trahison et de trahison et arrêtés. En avril 1797, les personnes arrêtées sont traduites devant une commission d'enquête à la forteresse de Spandau. Le verdict en cas de haute trahison est une prérogative du souverain, et après consultation de son conseiller de confiance, la comtesse Wilhelmine von Lichtenau, Frédéric-Guillaume II condamne le capitaine Leipziger à la réclusion à perpétuité. Les autres participants, parmi lesquels Joseph Zerboni, sont emprisonnés « à la merci du roi » (équivalent à : tant que le roi le juge opportun ).
Zerboni est emmené à la forteresse de Magdebourg pour y purger sa peine et s'y trouve en mauvaise posture en raison des dures conditions de détention. L'opinion publique est cependant de son côté, car il n'est jamais traduit devant un juge et les pouvoirs royaux sont impopulaires dans la société influencée par la Révolution française. Le roi meurt en 1797 et son successeur, Frédéric-Guillaume III, ordonne la libération de Contessa et Karl Zerboni dans le cadre de l'amnistie habituelle pour un changement de trône, promet à Leipziger une grâce ultérieure et fait traduire Joseph Zerboni devant un tribunal. En juillet 1798, cependant, les juges de Magdebourg jugent que Zerboni est coupable d'avoir fondé une société secrète dangereuse pour l'État, qu'il mérite sa peine de prison et que sa révocation doit rester définitive. Il est libéré de prison la même année et fait appel devant la Cour supérieure de Berlin, qui confirme le verdict de Magdebourg en 1799.
Aux yeux de la société, il devient un martyr politique. De nombreux partisans, dont de nombreuses personnalités de haut rang, se retrouvent en tant que défenseurs. Parmi eux se trouve le célèbre juriste Anastasius Ludwig Mencken (de) (grand-père d'Otto von Bismarck du côté de sa mère), qui a pris connaissance de Zerboni grâce à son ouvrage "Über das Bildungsgeschäft in Südpreußen", qu'il a écrit alors qu'il était en prison. Son appel à la modération est de peu d'utilité, car Zerboni, flatté de l'attention du public, publie en 1800 le livre « Actenstücke zur Verurtheilung des Staatsverbrechens des Kriegs- und Domänenraths Zerboni und seiner Freunde ». Là, il imprime sa lettre de 1796 à Hoym et entasse de nouveaux injures sauvages sur le ministre, comme " ... un satrape indigne, entre les mains duquel la sueur des pauvres gens industrieux, recueillie en gouttes individuelles, s'enfuit ". Cela défie les autorités, Zerboni est de nouveau traduit devant un tribunal et en 1801 condamné à six mois de prison.
Cela aurait été une perte considérable pour Zerboni, qui a entre-temps fondé une nouvelle existence en achetant un domaine dans la région de Posen et qui faisait prospérer sa propriété en travaillant dur. Six mois de prison lui auraient fait perdre le rythme de travail. Sollicité par les amis politiques de Zerboni, Frédéric Guillaume III lui accorde une grâce conditionnelle en 1802. Zerboni remplit la condition de s'abstenir de toute activité politique.
Dans la période de 1802 à 1806, Zerboni s'engage dans l'agriculture et il réussit à acquérir un plus grand complexe de biens. Après la défaite de la Prusse à Iéna en 1806, les nobles polonais de la province de Posnanie déclenchent un soulèvement contre la Prusse. Les voisins de Zerboni essayent de le persuader de participer, mais il refuse fermement, se sentant lié par le serment prêté au roi de Prusse. Cette attitude n'est pas oubliée en Prusse, car en 1810 il est réintégré dans la fonction publique comme véritable conseiller privé (mais sans le titre d'Excellence, qui frappe durement Zerboni). En tant que résident du nouveau duché de Varsovie, il est autorisé à devenir un indigénat et à garder ses domaines sous la protection de l'influent prince Anton Radziwiłł. Même sa noblesse est reconnue ; la famille Zerboni aurait reçu le titre de noblesse « di Sposetti » qu'il accepte à nouveau tacitement.
En 1815, le duché de Varsovie est aboli et son territoire divisé en royaume du Congrès russe et la province prussienne de Posnanie (alors appelée Grand-duché de Posen). La même année, Zerboni est nommé haut président de la province, en 1816 sa noblesse est reconnue en Prusse et en 1817 il devient chevalier de 2e classe de l'ordre de l'Aigle rouge.
Sa situation de haut président était difficile. À côté ou au-dessus de lui se trouve le gouverneur Anton Radziwiłł, qui favorise les intérêts nationaux polonais dans la province qui ne coïncident pas nécessairement avec les intérêts de l'État prussien. Zerboni doit manœuvrer entre ces différents intérêts, et les évolutions politiques conservatrices après le Congrès de Vienne ne correspondent pas à ses convictions les plus intimes. En 1817, il rédige un mémorandum sur la question constitutionnelle prussienne, dans lequel il présente un projet de constitution influencé par l'esprit libéral. Il voit la position de la Prusse en tant que principal État allemand menacée si d'autres États fédéraux doivent l'empêcher de créer des institutions libérales. Sa prise de fonction et son activité journalistique renouvelée suscitent de nombreuses inquiétudes à Berlin et conduisent naturellement à de nouvelles intrigues contre lui. En 1824, le ministre de l'Intérieur retire Zerboni - sans attendre sa demande de retraite.

## Famille
Joseph von Zerboni di Sposetti se marie avec Dorothea Constantine Auguste von Reibnitz (1773-1842) en 1785, la sœur de son ami et président de district Ernst Karl Wilhelm von Reibnitz (1765-1829). Le couple reste sans enfant et adopte une fille. Cette fille adoptive d'Auguste Emilie Zerboni di Sposetti se marie en 1830 avec le baron York Wilhelm von Seydlitz-Kurzbach, descendant d'une des plus anciennes familles nobles de Silésie.
Zerboni meurt en 1831 sur son domaine de Rombschin et y est enterré.
Le frère cadet de Joseph, Karl (1772-1836), émigra en Autriche en 1816 et y fonde la lignée autrichienne de la famille, qui produit de nombreux officiers exceptionnels et un écrivain, Julius von Zerboni (de) (1805-1884).

## Publications
- 1800, Aktenstücke zur Beurtheilung der Staatsverbrechen des Südpreussischen Kriegs- und Domainenrathes Zerboni und seiner Freunde, Digitalisat
- 1800, „Einige Gedanken über das Bildungsgeschäfte von Südpreussen“, Iéna, Friedrich Frommann